# Ecuadorkardinal
Ecuadorkardinal (Amaurospiza aequatorialis) är en fågel i familjen kardinaler inom ordningen tättingar.

## Utseende och läte
Ecuadorkardinal är en liten och rätt enfärgad finkliknande fågel. Hanen är mörkt mattblå och honan enfärgat djupt brun. Näbben är kraftig och gråaktig med böjd kulmen. Lätena är vassa och metalliska, medan sången är behaglig och melodisk. 

## Utbredning och systematik
Fågeln förekommer från sydvästra Colombia till norra Peru. Den betraktades tidigare ofta som en underart till indigokardinal (A. concolor) eller till bläckkardinal (A. moesta). 

## Levnadssätt
Ecuadorkardinalen är en fåtalig och mycket lokalt förekommande fågel i skogsområden från lågländer till högländer, dock möjligen vanligast på medelhög höjd. Den ses vanligen enstaka eller i par i närheten av fröbärande bambu.

## Status
IUCN erkänner den inte som art, som därmed inte placerar den i någon hotkategori. 